# Seylerhaff
Seylerhaff – mała miejscowość (lieu-dit) w środkowym Luksemburgu, w kantonie Mersch, w gminie Nommern. Do 3 października 2015 miejscowość leżała w dystrykcie Luksemburg.  